# Castelfiorentino
Castelfiorentino je grad i općina u Toskani (Italija), u pokrajini Firenca, od 17.930 stanovnika udaljen oko 30 km jugozapadno od Firenze.
Središte Castelfiorentina leži na omanjem brijegu u plodnoj riječnoj dolini rijeke Else - Valdelsa. Taj mali gradić - kaštel bio je važna predstraža velike i moćne Firence stoljećima.

## Povijest
Od 1149. se dotadašnja utvrda Castelvecchio (Stari kaštel) izgrađena na mjestu starijeg rimske utvrde Timignano na važnoj prometnici Via Francigena zove Castelfiorentino. Taj utvrđeni grad zatvara na brijegu župna crkva sv Hipolita (stara crkva sv. Vlaha) i drugi niz zidina Borgo d'Elsa i Borgo Nuovo. Kastel je imao pet ulaznih vratiju; Porta Fiorentina, Porta Pisana, Porta al Vento, Porta Senese i Porta di Borgo), ali samo dvije ceste koje su vodile na jedini trg (današnja Piazza del Popolo). Castelfiorentino je bio feud grofova Cadolingi a potom Alberti, ali je nakon toga postupno postao posjed biskupa iz Firence. U 12. stoljeću, teško je trpio zbog stalnih sukoba između Crkve i Carstva, Gvelfa i Gibelina te između Siene i Firence čija je važna predstraža bio, te je zbog toga i bio sjedište podeste, te imao privilegiju da stavi crveni ljiljan na bijelu zastavu.
U Castelfiorentinu je 1260. potpisan mir nakon Bitke kod Montapertija, između Firence i Siene. Ali je on ostao za još nekoliko stoljeća poprište brojnih bitaka i vojničkih napada, sve dok ga nakon velike opsade 1521. nisu razorili vojnici španjolskog carstva. Ponovno ga je zauzeo firentinski kondotjer Francesco Ferrucci. Ali se nakon pojave kuge i smrti Ferruccia, Firenca morala predati trupama Karla V. i prihvatiti povratak Medicija na vlast. To je pogodilo i Castelfiroentino, kao i cijelu dolinu Valdelsa, jer je nakon toga čitav kraj ostao u dubokoj izolaciji i stagnaciji. Zbog štednje i gubitka važnosti je ukinut podestat u Castelfiorentinu.
Nakon gubitka strateške važnosti, izgubio je i poziciju lokalnog upravnog sjedišta, te je postao podložan vikarijatu iz Certalda. Ali je od osamnaestog stoljeća od kako su na vlast u Toskani došli vladari iz Habsburško-lotarinške dinastije opet postao regionalno upravno sjedište. To je nastavio biti i nakon pripojenja Kraljevini Italiji 1868., Castelfiroentino je bio jedna od prvih talijanskih općina u kojoj su socijalisti već 1902. osvojili lokalnu vlast. Castelfiroentino je od tog vremena čvrsto uporište talijanske ljevice, jer na lokalnim izborima i nakon Drugog svjetskog rata uvijek pobjeđuju talijanski komunisti, a od 1990-ih reformirani komunisti - Stranka demokratske ljevice (PDS / DS).
Castelfiroentino je došao na naslovnice svjetskih novina 1998., kad su kod lokaliteta Poggio Maggiore pronađeni fosilni ostaci kita koji su tu živjeli prije više od tri milijuna godina, kad se tu prostiralo Tirensko more. Taj skelet je najpotpuniji fosilni nalaz kita koji je do sada pronađen u Europi.

## Znamenitosti Castelfiroentina
- Teatro del Popolo (Narodno kazalište) iz 19. stoljeća na najvećem gradskom trgu Piazza Gramsci
- Crkva sv. Franje iz 13. stoljeća, unutar crkvenog kompleksa nalazi se Svetište sv. Verdijane temeljno obnovljeno u 19. stoljeću
- Crkva sv.Lovre i sv. Leonarda 13. st. - 14. st.
- Pored Castelfiorentina u selu Castelnuovo d'Elsa nalazi se Oratorij sv. Lovre i sv.Barbare

## Gospodarstvo
Tijekom 18. st. i 19. stoljeća Castelfiorentino i njegova okolica bili su kraj gdje se proizvodilo; vino, žitarice, šećerna repa, duhan, ulje, goveda, ovce. Kraj je bio poznat po vuni i gipsu iz lokalnog kamenoloma. S početka 20. st. otpočele su s radom tvornica šećera i tvornica insekticida. 
Danas u Castelfiorentinu dominiraju mala poduzeća koja se bave proizvodnjom odjeće, obuće, namještaja, građevinskog materijala i inženjeringom.

## Vanjske poveznice
- Službene stranice grada i općine  Arhivirana inačica izvorne stranice od 29. srpnja 2010. (Wayback Machine)